# Calendrier des saints en France
La page qui suit énonce calendrier catholique des saints en France.

## Janvier
1. Marie, mère de Dieu[1]
2. Basile de Césarée et Grégoire de Nazianze[1]
3. Geneviève
4. Odilon
5. Édouard
6. Mélaine
7. Raymond
8. Lucien
9. Alix
10. Guillaume[2]
11. Paulin
12. Tatiana
13. Yvette
14. Nina
15. Rémi
16. Marcel
17. Roseline
18. Prisca
19. Marius
20. Sébastien
21. Agnès
22. Vincent
23. Barnard
24. François
25. Ananie
26. Paule
27. Angèle
28. Thomas
29. Gildas
30. Martine
31. Marcelle

## Février
1. Ella[3]
2. Théophane
3. Blaise
4. Véronique
5. Agathe
6. Gaston
7. Eugénie
8. Jacqueline
9. Apolline
10. Arnaud
11. Héloïse
12. Félix
13. Béatrice
14. Valentin
15. Claude
16. Julienne
17. Alexis
18. Bernadette
19. Gabin[4]
20. Aimée
21. Pierre-Damien
22. Isabelle
23. Lazare
24. Modeste[5]
25. Roméo
26. Nestor
27. Honorine
28. Romain
29. (Auguste)

## Mars
1. Aubin
2. Charles
3. Guénolé
4. Casimir
5. Olive[6]
6. Colette
7. Félicité
8. Jean
9. Françoise
10. Vivien
11. Rosine
12. Justine
13. Rodrigue[7]
14. Mathilde
15. Louise
16. Bénédicte
17. Patrice
18. Cyrille
19. Joseph
20. Herbert
21. Clémence
22. Léa
23. Victorien[8]
24. Catherine
25. Humbert
26. Larissa
27. Habib
28. Gontran
29. Gwladys
30. Amédée
31. Benjamin

## Avril
1. Hugues
2. Sandrine, Alexandrine[9]
3. Richard
4. Isidore
5. Irène
6. Marcellin
7. Jean-Baptiste
8. Julie
9. Gauthier
10. Fulbert
11. Stanislas
12. Jules
13. Ida[10]
14. Maxime
15. Paterne[11]
16. Benoît-Joseph
17. Anicet
18. Parfait
19. Emma
20. Odette[12]
21. Anselme
22. Alexandre
23. Georges
24. Fidèle
25. Marc
26. Alida
27. Zita
28. Valérie
29. Catherine
30. Robert

## Mai
1. Jérémie
2. Boris
3. Philippe, Jacques
4. Sylvain
5. Judith
6. Prudence
7. Gisèle
8. Désiré
9. Pacôme
10. Solange
11. Estelle
12. Achille
13. Rolande
14. Matthias
15. Denise[13]
16. Honoré
17. Pascal
18. Éric
19. Yves
20. Bernardin
21. Constantin
22. Émile
23. Didier (de Vienne ou de Langres)
24. Donatien
25. Sophie
26. Bérenger
27. Augustin
28. Germain
29. Aymard[14]
30. Ferdinand
31. Perrine, Visitation de la Vierge Marie

## Juin
1. Justin
2. Blandine
3. Kévin
4. Clotilde
5. Igor
6. Norbert
7. Gilbert
8. Médard
9. Diane
10. Landry
11. Barnabé
12. Guy
13. Antoine
14. Élisée
15. Germaine
16. Jean-François
17. Hervé
18. Léonce
19. Romuald
20. Silvère
21. Rodolphe
22. Alban
23. Audrey
24. Jean-Baptiste
25. Prosper
26. Anthelme
27. Fernand
28. Irénée
29. Pierre/Paul
30. Martial

## Juillet
1. Thierry
2. Martinien
3. Thomas
4. Florent
5. Antoine
6. Mariette
7. Raoul
8. Thibaut
9. Amandine
10. Ulrich[15]
11. Benoît
12. Olivier
13. Henri/Joël
14. Camille
15. Donald
16. Carmen[16], Notre-Dame du Mont-Carmel
17. Charlotte
18. Frédéric
19. Arsène
20. Marina
21. Victor
22. Marie-Madeleine
23. Brigitte
24. Christine
25. Jacques
26. Anne/Joachim
27. Nathalie
28. Samson
29. Marthe
30. Juliette
31. Ignace

## Août
1. Alphonse
2. Julien
3. Lydie
4. Jean-Marie
5. Abel
6. Octavien, Transfiguration
7. Gaétan
8. Dominique
9. Amour[17]
10. Laurent
11. Claire
12. Clarisse, Jeanne
13. Hippolyte
14. Évrard
15. Marie, Assomption
16. Armel[18]
17. Hyacinthe
18. Hélène
19. Jean-Eudes
20. Bernard
21. Christophe
22. Fabrice
23. Rose
24. Barthélémy
25. Louis
26. Natacha et Adrien
27. Monique
28. Augustin
29. Sabine
30. Fiacre
31. Aristide

## Septembre
1. Gilles
2. Ingrid
3. Grégoire
4. Rosalie
5. Raïssa[19]
6. Bertrand
7. Reine
8. Adrien
9. Alain
10. Inès
11. Adelphe
12. Apollinaire
13. Aimé (de Remiremont) ou (de Sion)
14. Cyprien, Fête de la Croix
15. Roland
16. Édith
17. Renaud[20]
18. Nadège[21]
19. Émilie
20. Davy
21. Matthieu
22. Maurice
23. Constant
24. Thècle
25. Hermann
26. Côme et Damien
27. Vincent
28. Venceslas
29. Michel
30. Jérôme

## Octobre
1. Thérèse
2. Léger
3. Gérard
4. François
5. Fleur
6. Bruno
7. Serge
8. Pélagie
9. Denis
10. Ghislain
11. Firmin
12. Wilfried
13. Géraud
14. Juste[22]
15. Aurélie
16. Edwige
17. Baudouin
18. Luc
19. René
20. Adeline[23]
21. Céline
22. Élodie
23. Jean
24. Florentin
25. Crépin
26. Dimitri
27. Emeline[24]
28. Simon et Jude
29. Narcisse
30. Bienvenue
31. Quentin

## Novembre
1. Harold[25] , Toussaint
2. Océane[26], Défunts
3. Hubert
4. Charles
5. Sylvie
6. Bertille
7. Carine
8. Geoffroy
9. Théodore
10. Léon
11. Martin
12. Christian[27]
13. Brice
14. Sidoine
15. Albert
16. Marguerite
17. Élisabeth
18. Aude (de Trémazan ou de Paris)
19. Tanguy
20. Edmond
21. Rufus[28], Marie
22. Cécile
23. Clément
24. Flora
25. Catherine
26. Delphine
27. Séverin[29], Marie[30]
28. Jacques
29. Saturnin
30. André

## Décembre
1. Florence
2. Viviane
3. Xavier
4. Barbara
5. Gérald
6. Nicolas
7. Ambroise
8. Elfried[31]
9. Pierre
10. Romaric
11. Daniel
12. Corentin
13. Lucie
14. Odile
15. Ninon
16. Alice
17. Gaël
18. Gatien
19. Urbain
20. Théophile, Ignace
21. Pierre
22. Françoise-Xavière
23. Armand
24. Adèle
25. Emmanuel[32]
26. Étienne
27. Jean
28. Gaspard, Innocents
29. David, Sainte Famille
30. Roger
31. Sylvestre